# Tour du Limousin 1976
La 9e édition du Tour du Limousin s'est déroulée du 27 au 29 août 1976 et a vu s'imposer le Français Bernard Hinault.

## Classements des étapes
| Étape        | Date    | Villes étapes                                   | Vainqueur d'étape | Equipe            | Leader du classement général | Équipe            |
| Prologue CLM | 27 août | Saint-Yrieix-la-Perche - Saint-Yrieix-la-Perche | Jacques Bossis    | Gitane-Campagnolo | Jacques Bossis               | Gitane-Campagnolo |
| 1re étape    | 27 août | Saint-Yrieix-la-Perche - Guéret                 | Bernard Hinault   | Gitane-Campagnolo | Bernard Hinault              | Gitane-Campagnolo |
| 2e étape     | 28 août | Guéret - Saint-Junien                           | Bernard Thévenet  | Peugeot           | Bernard Hinault              | Gitane-Campagnolo |
| 3e étape     | 29 août | Saint-Junien - Limoges                          | Jacques Bossis    | Gitane-Campagnolo | Bernard Hinault              | Gitane-Campagnolo |

## Classement final
| 1. | Bernard Hinault | Gitane-Campagnolo |
| 2. | Jean Chassang   | Gitane-Campagnolo |
| 3. | Roger Legeay    | Lejeune BP        |